# Henric al V-lea de Palatinat
Henric (n. 1173 – d. 28 aprilie 1227) a fost conte palatin al Rinului între 6 august 1195 și 1213.
Henric a fost fiul cel mare al ducelui Henric Leul din dinastia Welfilor, de pe urma căsătoriei acestuia cu Matilda de Anglia.
El a crescut în Anglia și a devenit conte palatin al Rinului ca urmare a căsătoriei sale din 1193 cu Agnes, moștenitoare a comitatului din familia Hohenstaufenilor.
Atunci când fratele său mai mic, Otto de Braunschweig, a devenit unul dintre cei doi pretendenți la tronul Sfântului Imperiu Roman în 1198, Henric i-a acordat sprijinul la început, însă apoi a trecut de partea rivalului lui Otto, Filip de Suabia din familia Staufenilor din 1203.
După ce a moștenit proprietăți semnificative în Germania de Nord din partea fratelui său Wilhelm în 1213, Henric a acordat stăpânirea asupra Palatinatului către fiul său, Henric, iar el s-a mutat în nord. El a abandonat proprietățile din nordul Germaniei în favoarea fiului fratelui său Wilhelm, Otto.
Henric a murit în 1227 și este înmormântat în catedrala din Braunschweig.

## Familia
În 1193, Henric a fost căsătorit cu Agnes (n. 1177-d. 1204), fiică a contelui palatin Conrad. Cei doi au avut următorii trei copii:
- Henric (n. 1197–d. 1214), succesor în Palatinat
- Irmengarda (d. 1260), căsătorită cu margraful Herman al V-lea de Baden-Baden
- Agnes (d. 1267), căsătorită cu Otto al II-lea de Wittelsbach, duce de Bavaria

În jur de 1209, el s-a recăsătorit, cu Agnes (d. 1248), fiica margrafului Conrad de Luzacia. 